# East Budd Island
East Budd Island ist eine von zwei großen Inseln (die andere ist West Budd Island) vor der Mawson-Küste des ostantarktischen Mac-Robertson-Lands. In der Holme Bay liegt sie am nördlichen Ende der Gruppe der Flat Islands.
Norwegische Kartografen kartierten sie anhand von Luftaufnahmen, die bei Lars-Christensen-Expedition 1936/37 entstanden. Sie benannten sie als Flatøynålane (norwegisch für Flachinselnadeln). Das Antarctic Names Committee of Australia (ANCA) benannte sie dagegen 1960 nach Grahame Murray Budd (* 1930), Arzt auf der Mawson-Station im Jahr 1959.